# Ystad
Ystad este un municipiu în sudul Scaniei, Suedia cu o populație de 26.182 de locuitori. Municipiul are o suprafață de 352,5 km². Din populația totală de 26.182 de locuitori, 12.620 (48,2%) sunt bărbați și 13.562 (51,8%) sunt femei. Densitatea populației este de 74 locuitori pe km². Orașul este cunoscut pentru că apare în romanele de crimă al lui Henning Mankell despre detectivul Kurt Wallander.

## Arhitectură
În Ystad există o multitudine de clădiri istorice - castele, case vechi și mănăstiri. Orașul este printre cel mai bine prezervat din Suedia, mai ales considerând că multe alte localități din Scania au fost reconstruite în stil modern în Secolul XX, pe când Ystad și-a menținut caracterul istoric.

### Castele

#### Bjersjöholm
Construit la începutul secolului al XVI-lea, acest castel a fost recondiționat în anii 1990, fiind lăsat în starea proastă după secolul XVIII.

#### Marsvinsholm
Primul castel în acest loc a fost construit în Secolul XIV de regele danez, Valdemar Atterdag. În Secolul XVII a fost construit castelul prezent, de Otto Marsvin și nevasta sa Mette Brahe. Castelul este numit după Marsvin, care înseamnă delfin în limba daneză.

## Demografie
| \| Evoluția demografică a zonei urbane Ystad, 1970–2015 \| Evoluția demografică a zonei urbane Ystad, 1970–2015 \| Evoluția demografică a zonei urbane Ystad, 1970–2015 \| Evoluția demografică a zonei urbane Ystad, 1970–2015 \| Evoluția demografică a zonei urbane Ystad, 1970–2015 \| \| --------------------------------------------------------------------------------------- \| ---------------------------------------------------- \| ---------------------------------------------------- \| ---------------------------------------------------- \| ---------------------------------------------------- \| \| An \| \| \| Locuitori \| \| \| 1970 \| 1970 \| \| 14.164 \| 14.164 \| \| 1975 \| 1975 \| \| 14.286 \| 14.286 \| \| 1980 \| 1980 \| \| 14.382 \| 14.382 \| \| 1990 \| 1990 \| \| 15.667 \| 15.667 \| \| 1995 \| 1995 \| \| 16.291 \| 16.291 \| \| 2000 \| 2000 \| \| 16.851 \| 16.851 \| \| 2005 \| 2005 \| \| 17.286 \| 17.286 \| \| 2010 \| 2010 \| \| 18.350 \| 18.350 \| \| 2015 \| 2015 \| \| 18.806 \| 18.806 \| \| Sursa: SCB - Statistika Centralbyrån, Folkmängden per tätort. Vart femte år 1960 - 2016 \| \| \| \| \| |      |  |           |        |
| Evoluția demografică a zonei urbane Ystad, 1970–2015 |      |  |           |        |
| An |      |  | Locuitori |        |
| 1970 | 1970 |  | 14.164    | 14.164 |
| 1975 | 1975 |  | 14.286    | 14.286 |
| 1980 | 1980 |  | 14.382    | 14.382 |
| 1990 | 1990 |  | 15.667    | 15.667 |
| 1995 | 1995 |  | 16.291    | 16.291 |
| 2000 | 2000 |  | 16.851    | 16.851 |
| 2005 | 2005 |  | 17.286    | 17.286 |
| 2010 | 2010 |  | 18.350    | 18.350 |
| 2015 | 2015 |  | 18.806    | 18.806 |
| Sursa: SCB - Statistika Centralbyrån, Folkmängden per tätort. Vart femte år 1960 - 2016 |      |  |           |        |